# Айле
Айле́ (ей, ейле, ейзе, айзи) — плем'я башкирів у складі айлинської групи.
Складається із наступних родів:
- айле
- тирнакли
- каратавли
- сарт-айле
- туркмен

У 7-9 століттях предки айлинських родів входили до складу печенізько-огузько-кипчацьких племен сирдар'їнських та приаральських степів. Масова міграція айлинців на північний захід, на Урал, припадає на 9-12 століття. Спочатку вони займали територію вододілу річок Ай, Біла, Уй, Міас та верхньої течії річки Урал. Потім під тиском табинських родів переселились у долину річки Ай. У 16-18 століттях значна частина айлинців мігрувала в Зауралля та до західної Башкирії. В Заураллі вони зайняли верхів'я річки Міас та межиріччя Міасу і Течі і утворили 2 групи — північну та південну.
Південна група розселилась на старих айлинських землях і закріпила свої вотчинні права на них. Північна група розселилась на табинських землях як припущенники. У західній Башкирії айлинці зайняли територію по течії річок Дьома та Усень. В середині 18 століття частина айлинських родів мігрувала на схід, в приуйські та притобольські степи. На території розселення айлинців зараз знаходяться Салаватський, Мечетлинський, Нурімановський та Іглінський райони Башкортостану, а також Аргаяський район Челябінської області.